# Port lotniczy La Rochelle-Île de Ré
Port lotniczy La Rochelle-Île de Ré (fr. Aéroport de La Rochelle - Ile de Ré) – lotnisko cywilne położone 2,5 kilometra od francuskiego miasta La Rochelle. Lotnisko obsługuje również wyspę Île de Ré, która posiada połączenie mostowe z La Rochelle.
W 2007 roku lotnisko obsłużyło ponad 220 tys. pasażerów i jest obecnie jednym z najbardziej rozwijających się lotnisk cywilnych we Francji.

## Linie lotnicze i połączenia
| Linia lotnicza | Kierunek                                                                                  |
| -------------- | ----------------------------------------------------------------------------------------- |
| EasyJet        | 1. Lyon Sezonowo: 1. Bristol 2. Genewa 3. Londyn-Gatwick 4. Manchester 5. Nicea           |
| Ryanair        | 1. Marsylia Sezonowo: 1. Bruksela-Charleroi 2. Cork 3. Dublin 4. Londyn-Stansted 5. Porto |